# Willie Miller
William Ferguson "Willie" Miller (MBE) (født 2. maj 1955 i Glasgow, Skotland) er en tidligere skotsk fodboldspiller, og senere træner, der spillede hele sin aktive karriere, fra 1975 til 1989 som midterforsvarer hos ligaklubben Aberdeen F.C. Han nåede at spille 558 ligakampe for klubben, som han vandt adskillige titler med.
Miller blev desuden noteret for 65 kampe og én scoring for Skotlands landshold. Han deltog ved VM i 1982 og VM i 1986.
Efter at have indstillet sin aktive karriere var Miller fra 1992 til 1995 manager for Aberdeen. Han blev i 2004 indlemmet i Scottish Football Hall of Fame.

## Titler
Skotsk Premier League
- 1980, 1984 og 1985 med Aberdeen F.C.

Skotsk FA Cup
- 1982, 1983, 1984, 1986 og 1990 med Aberdeen F.C.

Skotsk Liga Cup
- 1977, 1986 og 1990 med Aberdeen F.C.

Pokalvindernes Europa Cup
- 1983 med Aberdeen F.C.

UEFA Super Cup
- 1983 med Aberdeen F.C.